# Stazione di Tajimi

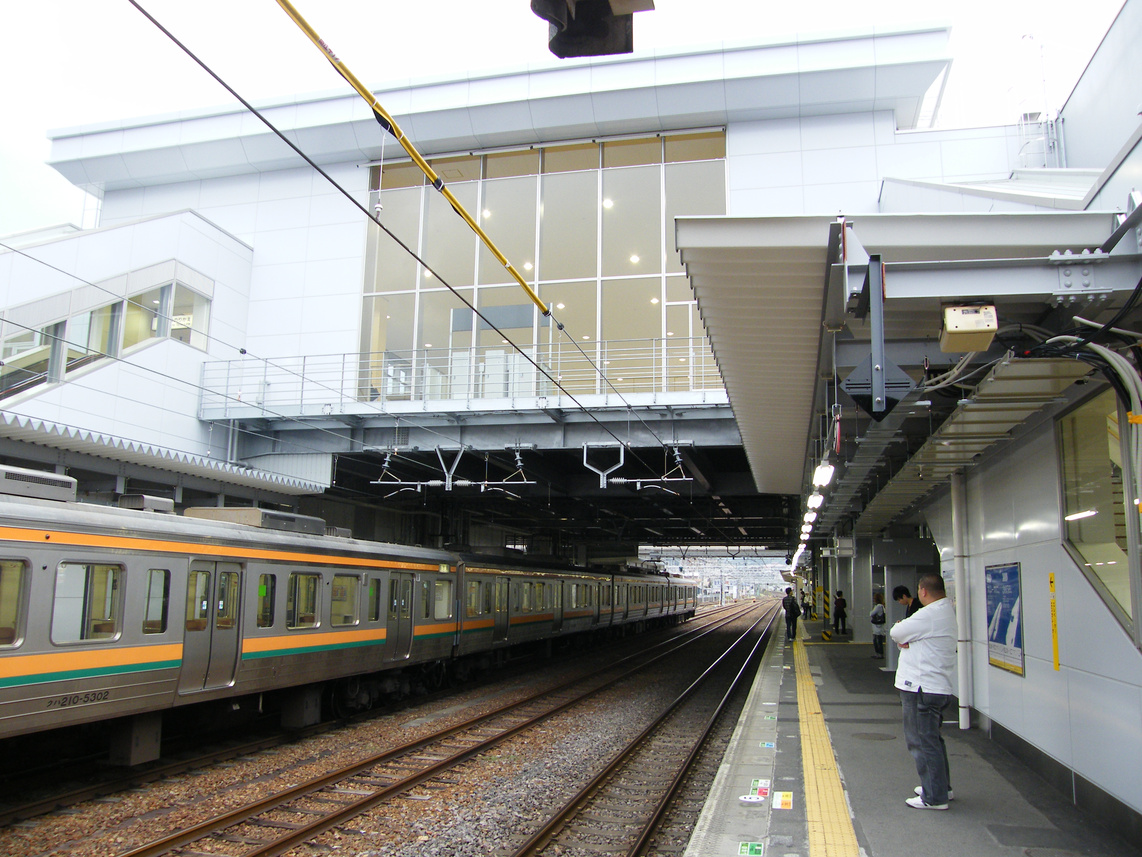
Vista dei binari

La stazione di Tajimi (多治見駅?, Tajimi-eki) e una stazione ferroviaria situata nella città di Tajimi, nella prefettura di Gifu in Giappone. La stazione è gestita dalla JR Central per il servizio passeggeri, e dalla JR Freight per quello merci.

## Linee
JR Central
■ Linea principale Chūō
■ Linea Taita

## Struttura
La fermata è costituita da un marciapiede laterale e due a isola con 5 binari totali. Il fabbricato viaggiatori è posizionato sopra il piano binari, e collegato ai marciapiedi tramite ascensori e scale fisse e mobili. All'uscita sono presenti tornelli automatici con supporto alla bigliettazione elettronica TOICA e compatibili, e sono inoltre a disposizione servizi igienici gratuiti e una biglietteria presenziata, oltre a un piccolo chiosco ristoro.
| 1-2 | ■ Linea principale Chūō | per Kasugai, Ōzone e Nagoya             |
| 3   | ■ Linea principale Chūō | per Nakatsugawa e Nagano                |
| 4   | ■ Linea principale Chūō | per Nagoya (treni originantisi qui)     |
| 4   | ■ Linea principale Chūō | per Nakatsugawa e Nagano (alcuni treni) |
| 4   | ■ Linea Taita           | per Kani e Mino-Taita                   |
| 5   | ■ Linea Taita           | per Kani e Mino-Taita                   |

## Stazioni adiacenti
| ≪                     | Servizio              | ≫                     |
| Linea principale Chūō | Linea principale Chūō | Linea principale Chūō |
| --------------------- | --------------------- | --------------------- |
| Toki-shi              | Locale                | Kokokei               |
| Toki-shi              | Rapido                | Kōzōji                |
| Toki-shi              | Homeliner             | Kōzōji Ōzone          |
| Linea Taitaō          |                       |                       |
| Capolinea             | Locale                | Koizumi               |

- Presso Tajimi ferma anche il treno espresso limitato Shinano